# New Wave of British Heavy Metal

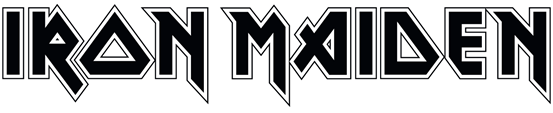
Pionierzy nurtu NWOBHM

New Wave of British Heavy Metal (Nowa fala brytyjskiego heavy metalu) – nurt w muzyce metalowej zapoczątkowany pod koniec lat 70. przez zespoły brytyjskie. Powstał przede wszystkim pod wpływem rozwijającej się wówczas w Londynie muzyki punkrockowej. Towarzyszył temu spadek zainteresowania zespołami typu Led Zeppelin, Deep Purple, Black Sabbath czy Rush. 

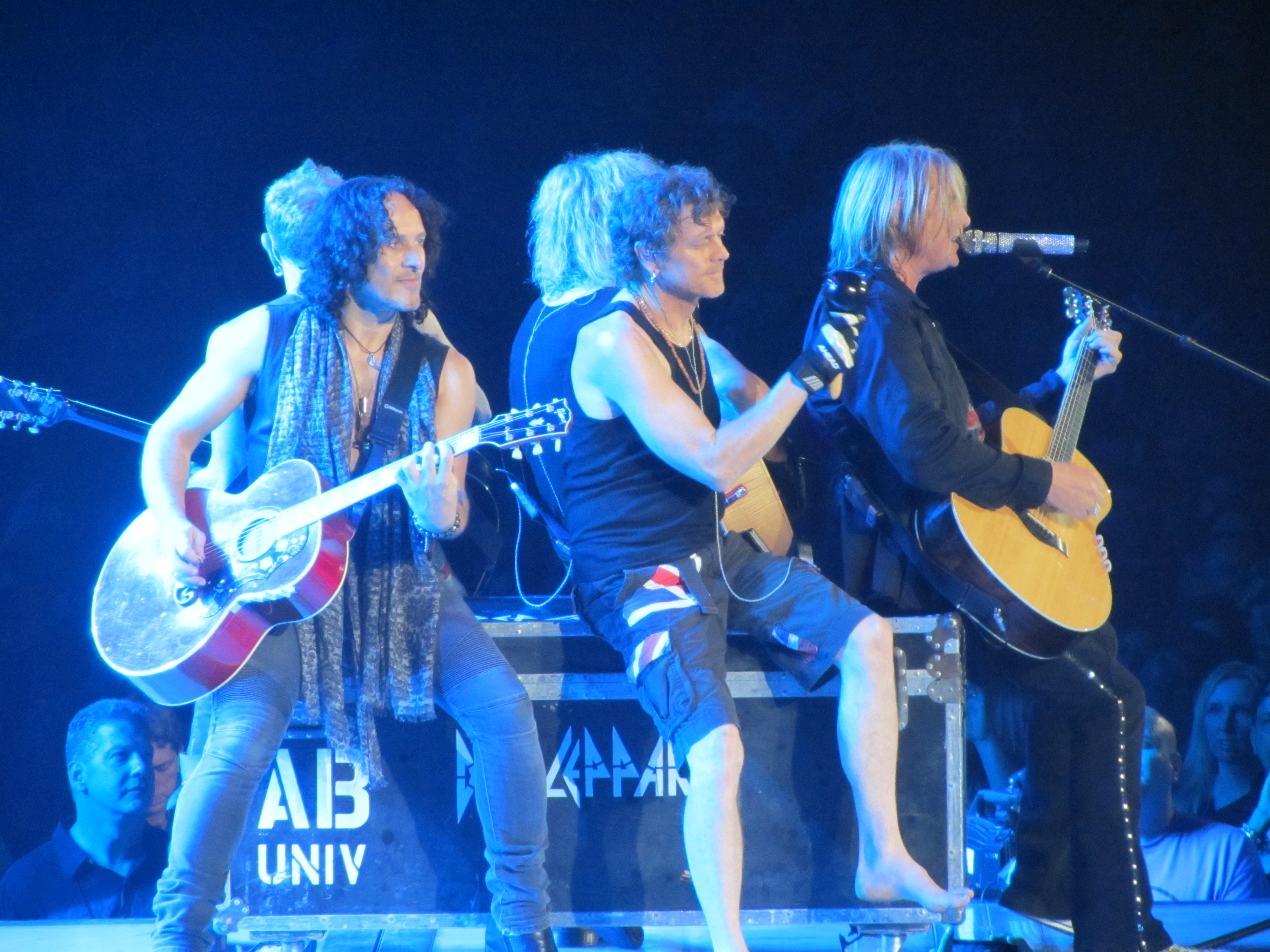
Def Leppard

Po kilkunastu miesiącach gwałtownego rozwoju punk rock utracił zarówno masową popularność jak i zainteresowanie mediów, co pozwoliło na odrodzenie hard rocka i heavy metalu, właśnie dzięki artystom reprezentującym NWOBHM. Termin został ukuty przez brytyjskiego dziennikarza muzycznego Geoffa Bartona, który użył sformułowania po raz pierwszy na łamach czasopisma Sounds 19 maja 1979, relacjonując imprezę muzyczną w klubie Music Machine znajdującym się w londyńskiej dzielnicy Camden.
Reprezentantami tego nurtu są m.in. Iron Maiden (uważani za awangardę i pionierów NWOBHM), Judas Priest, Motörhead, Venom, Raven, Tygers of Pan Tang, Def Leppard, Angel Witch, Diamond Head, Saxon. Choć nowa fala brytyjskiego metalu była odpowiedzią na punk rock, muzyka zespołów nurtu zawiera wiele elementów wspólnych z punkiem, np. szybkie tempo utworów, szorstkie brzmienie czy charakterystyczna estetyka. Elementy te rzadko występowały w hard rocku przed eksplozją popularności punk rocka.
NWOBHM odegrał istotną rolę w dalszym rozwoju heavy metalu m.in. zapoczątkował kształtowanie się nowych sub-gatunków metalu, takich jak m.in. thrash metal, speed metal, black metal, death metal, power metal, funk metal, grindcore czy crossover.